# Platygaster marikovskii
Platygaster marikovskii (лат.) — вид мелких наездников из семейства Platygastridae. Средняя Азия: Казахстан (Алматинская область).

## Описание
Длина тела около 2 мм (от 1,7 до 2,1 мм). Тело вытянутое, в 3,5 раза длиннее своей ширины. Голова в 2 раза шире своей длины, поперечная. Брюшко в 1,5 раза длиннее своей ширины и шире мезосомы. Усики 10-члениковые, первые три апикальных членика равны по ширине. Передние крылья более чем в два раза длиннее максимальной ширины. Лапки 5-члениковые. Основная окраска блестящего тела смоляно-чёрная. Мандибулы, усики, глаза, ноги три вершинных тергита темно-бурые. Лапки желтовато-бурые. Крылья прозрачные. Паразитоиды двукрылых комаров-галлиц Haloxylonomyia deformans solitaria Marikovskij (Cecidomyiidae, Bibionomorpha, Diptera).

## Таксономия и этимология
Вид был впервые описан в 1967 году советским энтомологом М. А. Козловым и назван в честь профессора П. И. Мариковского, собравшего типовую серию в районе среднего течения реки Или (Казахстан). В 1970 году вид был выделен в отдельный род Anirama Kozlov, 1970, который в 2018 году синонимизировали с Platygaster.